# Auladoria arrowi
Auladoria arrowi is een keversoort uit de familie lieveheersbeestjes (Coccinellidae). De wetenschappelijke naam van de soort is voor het eerst geldig gepubliceerd in 1925 door Brèthes.